# Ligne d'Østfold
La ligne d'Østfold (Østfoldbanen en norvégien), anciennement Smaalensbanen, est une ligne de chemin de fer reliant Oslo et Kornsjø (commune d'Halden, où elle se poursuit en Suède (Norge/Vänerbanan).

## Description
La ligne est double  d'Oslo à Ski. C'est alors que la ligne se scinde en deux : une ligne partant vers l'ouest (Vestre linje) qui passe par Moss, tandis que l'autre ligne (Østre linje), plus à l'est, passe par les communes d'Askim et de Rakkestad. Les deux lignes se rejoignent à Sarpsborg.

## Desserte de la ligne
La ligne d'Østfold est desservie par les trains régionaux jusqu'à Halden. Tous les trains régionaux utilise la ligne de l'Ouest qui traverse les grandes villes (Fredrikstad, Moss). C'est ce qui explique la plus grande importance accordée à la ligne de l'Ouest qu'à celle de l'Est. Tandis que la ligne de l'ouest dessert des villes plus importantes avec une activité de fret variée (transport multimodal, merroutage), la ligne de l'est dessert des villes beaucoup plus modestes mais garde cependant l'intérêt de pouvoir délester, pour le fret, la ligne de l'ouest.

### Tableau comparatif des villes traversées
| Villes desservies par la Vestre linje | Population | Villes desservies par l'Østre linje | Population |
| ------------------------------------- | ---------- | ----------------------------------- | ---------- |
| Ås                                    | 18500      | Hobøl                               | 4600       |
| Vestby                                | 13800      | Spydeberg                           | 5000       |
| Moss                                  | 29000      | Askim                               | 14500      |
| Rygge                                 | 13900      | Eidsberg                            | 10500      |
| Råde                                  | 6800       | Rakkestad                           | 7500       |
| Fredrikstad                           | 75600      |                                     |            |
| TOTAL                                 | 158600     |                                     | 42100      |

La ligne d'Østfold fait partie du triangle (Skien-Lillehammer-Halden) dans lequel se fait 90 % du trafic de passagers par chemin de fer en Norvège.  La ligne de l'Ouest est également l'un des quatre lignes de chemins de fer norvégiennes désignée par l'UE comme une voie de transport importante.